# Burnin' (album)
Pour les articles homonymes, voir Burnin'.
Albums de The Wailers
Catch A Fire
(1972) Natty Dread
(1974)
Burnin’ est le second album enregistré par les Wailers (Bob Marley, Peter Tosh, Bunny Wailer, Aston et Carlton Barrett) pour Chris Blackwell. C'est le dernier album du groupe. Bunny était déjà parti lors de sa sortie (il fut par la suite remplacé par Joe Higgs) et Peter fit de même après la tournée qui s'ensuivit. Enregistré à Kingston en avril 1973, il fut mixé de mai à juillet aux studios Island, à Londres.
Contrairement à Catch A Fire, aucun « overdub » ne fut ajouté aux titres de Burnin’. L'album possède donc un son beaucoup plus épuré et sec, qui accompagne le message de confrontation des textes de Get Up, Stand Up, I Shot The Sheriff, Burnin' and Lootin'et Small Axe. À l'opposé de la philosophie de leur succès de 1964 Simmer Down (littéralement : « Calme-toi »), les Wailers appelaient désormais explicitement à la violence.
La tournée qui suivit la sortie de l'album emmena les Wailers en Angleterre et aux États-Unis. Elle dura six mois.
À la suite de cet album, chacun des trois Wailers travailla à l'enregistrement de son premier album solo. Bob Marley conserva les musiciens, qui gardèrent le nom de « Wailers », et sortit Natty Dread en 1974. Quant à Peter Tosh et Bunny Wailer, ils publièrent en 1976 respectivement Legalize It et Blackheart Man.
En France, l'album est certifié disque d'argent en 1992.

## Titres
Face A
1. Get Up, Stand Up (Marley/Tosh) 3:15
2. Hallelujah Time (Livingston) 3:27
3. I Shot The Sheriff (Marley) 4:41
4. Burnin and Lootin (Marley) 4:11
5. Put It On (Marley) 3:58

Face B
1. Small Axe (Marley) 4:00
2. Pass It On (Livingston) 3:32
3. Duppy Conqueror (Marley) 3:44
4. One Foundation (Tosh) 3:44
5. Rastaman Chant (trad. arr. The Wailers) 3:45

No Sympathy de Peter Tosh, Reincarnated Souls et The Oppressed Song de Bunny Wailer, les trois titres écartés lors de la sortie de l'album, furent ajoutés à l'édition CD de 2001.

## Éditions
- Album original (LP/CD) (Island/Tuff Gong - 1973)
- Édition remasterisée avec 3 pistes bonus (CD) (Island/Tuff Gong - 2001)
- Édition « Deluxe » avec le live à Leeds en 2e disque (Island/Tuff Gong - 2004)

## Musiciens
- Voix, guitare - Bob Marley
- Voix, piano, orgue, guitare - Peter Tosh
- Voix, congas, bongos - Bunny Wailer
- Basse - Aston « Family Man » Barrett
- Batterie - Carlton « Carlie » Barrett
- Clavier - Earl « Wya » Lindo
- Percussions - Alvin « Seeco » Patterson

## Classements et certifications

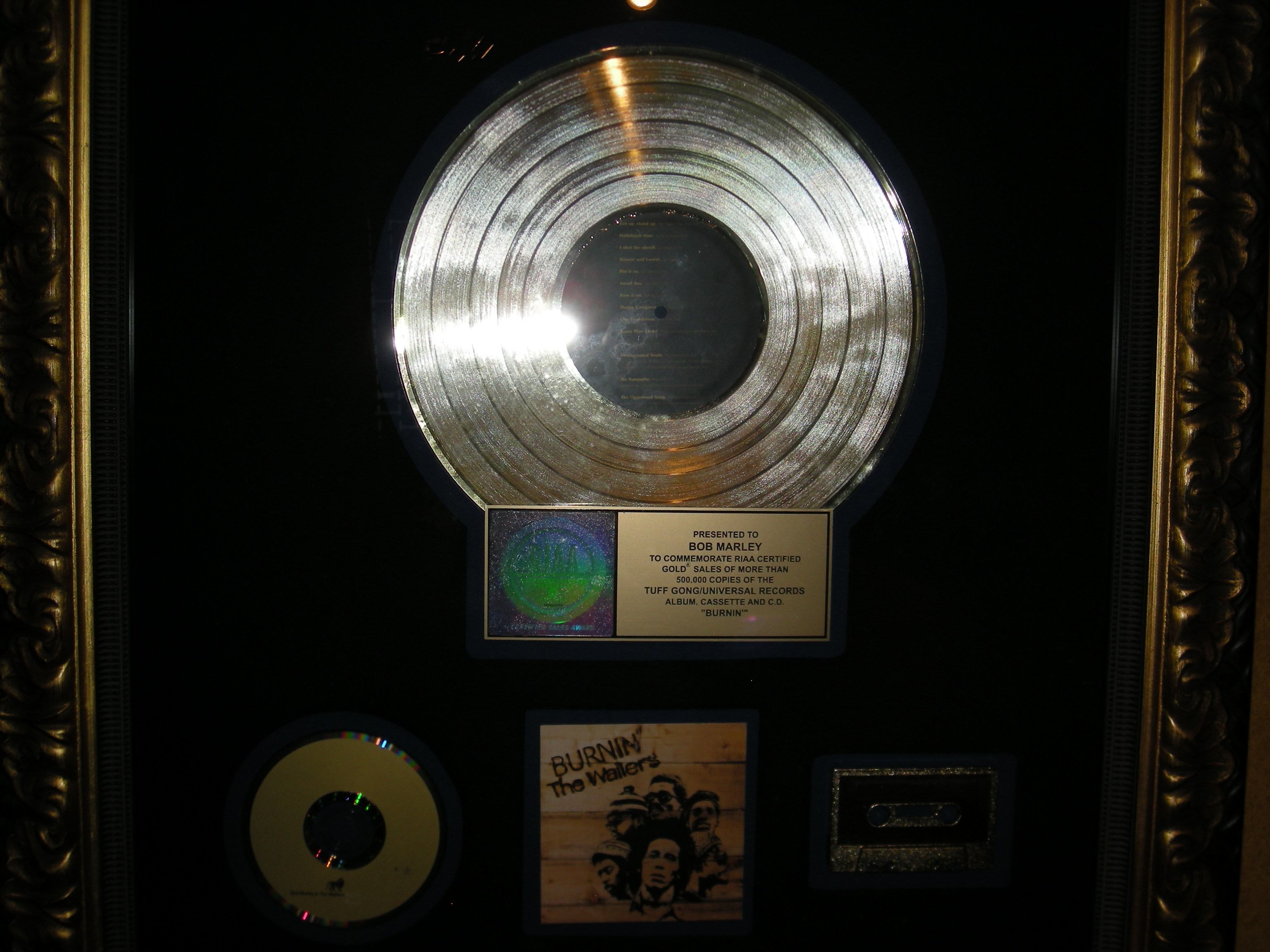
Photo du disque d'or de Burnin'.

| Classement (1975)                 | Meilleure position |
| --------------------------------- | ------------------ |
| États-Unis (Billboard 200)        | 151                |
| États-Unis (Billboard R&B Albums) | 41                 |

| Pays              | Certification | Date             | Ventes  |
| ----------------- | ------------- | ---------------- | ------- |
| Royaume-Uni (BPI) | Argent        | 1er janvier 1983 | 60 000  |
| France (SNEP)     | Argent        | 1992             | 100 000 |
| États-Unis (RIAA) | Or            | 23 mai 1994      | 500 000 |

## Anecdotes
L'album devait à l'origine s'appeler Reincarnated Souls, du nom d'un morceau de Bunny, qui fut finalement retiré de l'album, puisque celui-ci avait quitté le groupe (deux de ses compositions restèrent tout de même sur l'album).
En juillet 1974, Eric Clapton reprit I Shot The Sheriff dans son album 461 Ocean Boulevard.
Le morceau Burnin and Lootin a été utilisé dans le générique du film La Haine de Mathieu Kassovitz.